# Anna Nordgren
Anna Christina Nordgren (Mariestad, Västergötland tartomány, 1847. május 13. – Stockholm, 1916. szeptember 10.)  svéd életkép- és portréfestő.

## Életpályája
1867-ben felvették a Svéd Királyi Képzőművészeti Akadémia lányosztályába, ahol Johan Christoffer Boklund és Carl Gustaf Qvarnström voltak mesterei. Az akadémia elvégzése után 1874-ben Boklund tanácsára Párizsban kezdte meg tanulmányait Joseph-Nicolas Robert-Fleury festőművész mellett, a Julian Akadémián. Évekig élt Párizsban. Arisztokrata családok gyakran hívták kastélyukba, hogy festményen örökítse meg a családtagjaikat. Életképein érezhető Jules Bastien-Lepage hatása, aki előszeretettel használta a szürke színt a falusi jeleneteket ábrázoló festményein. Nordgren a Salonon is többször kiállított.
1880 elején Angliába utazott. Sikert aratott a szigetországban, képeit kiállították a New Galleryben, a Royal Academie of Artsban és a Clifford’s Galleryben. 
Tizenhat év után visszatért hazájába. Először Göteborgban, majd Stockholmban telepedett le. Eva Baggéval és Esther Kjernerrel együtt állította ki festményeit. August Malmström és Hildegard Thorell műtermében festett. Amikor II. Oszkár svéd király felkereste Malmström műtermét, megbízta  Nordgrent, hogy fessen képet egy fiatal nőről, aki zsebkendőjével integet a vonatablakból. A király többször visszatért, hogy megnézze a kép állapotát. Nordgren festészetére a francia művészek hatottak, nem követte az északi nemzeti romantikus irányzatokat. Nagyon rosszul esett neki, hogy kevés figyelmet kaptak festményei hazájában. 1910-ben visszavonult, és nem vett részt többet kiállításokon. A kilencvenes években fedezték fel újra képeit.

## Galéria

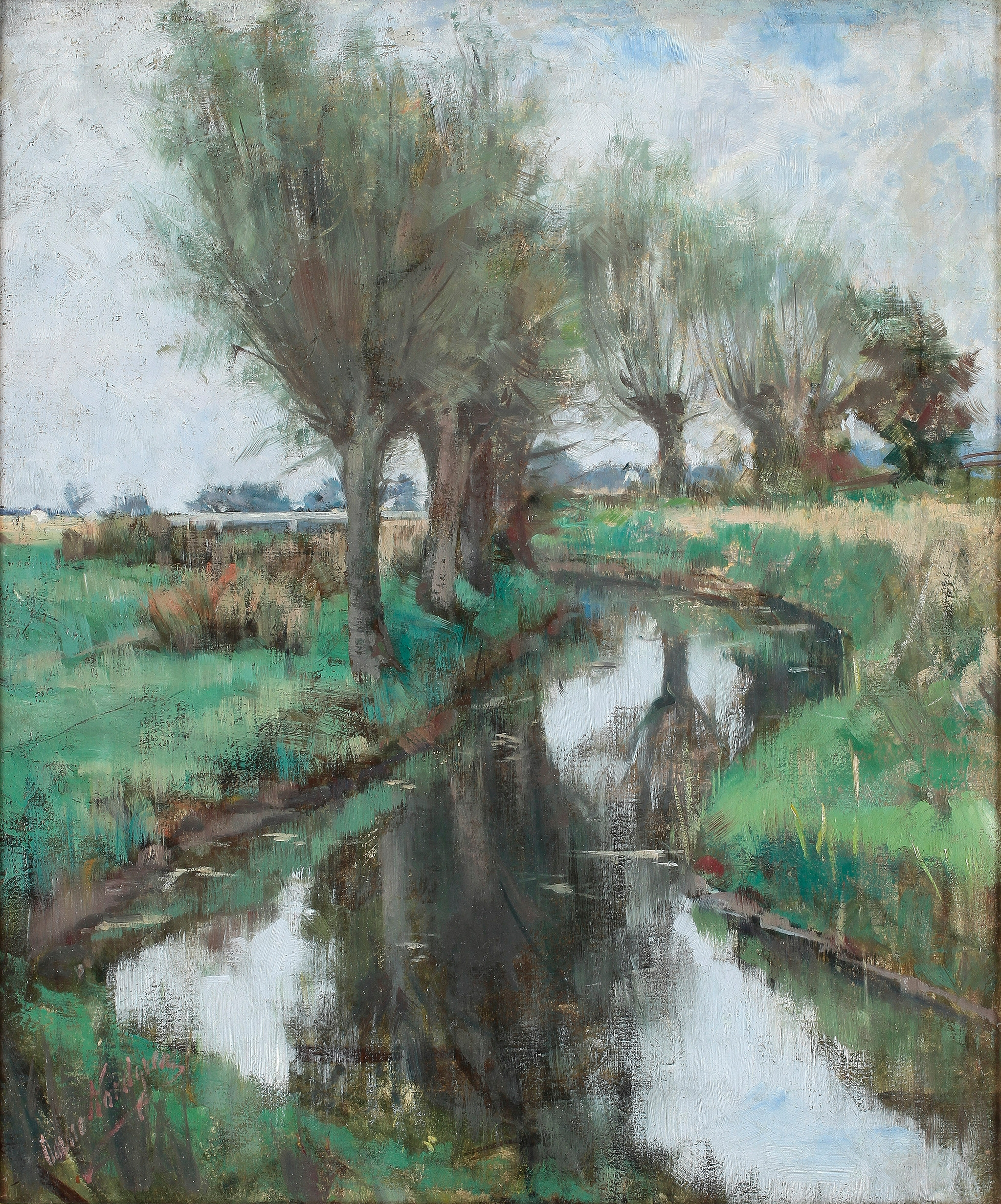
Tájkép
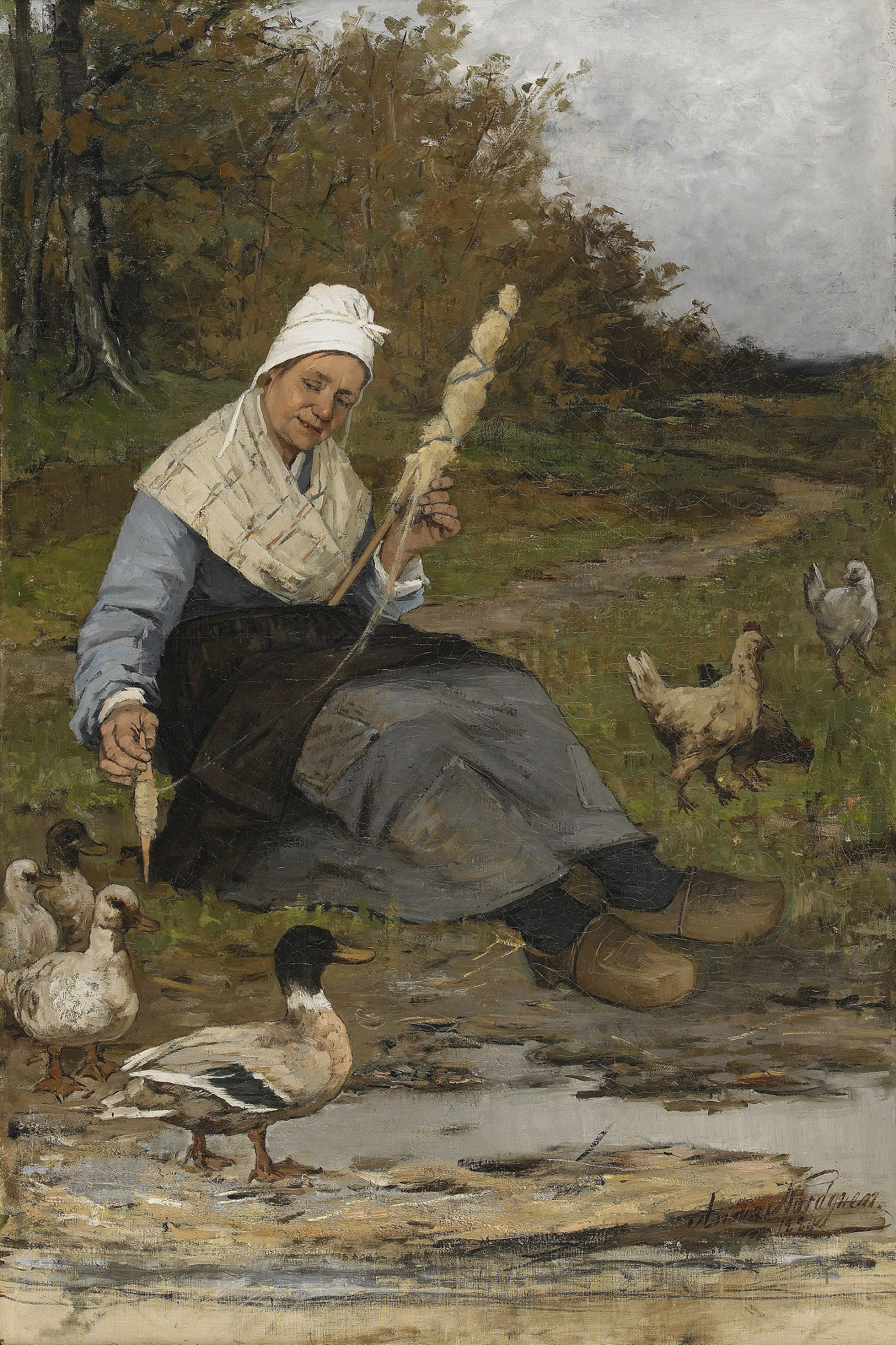
Parasztasszony a tó partján
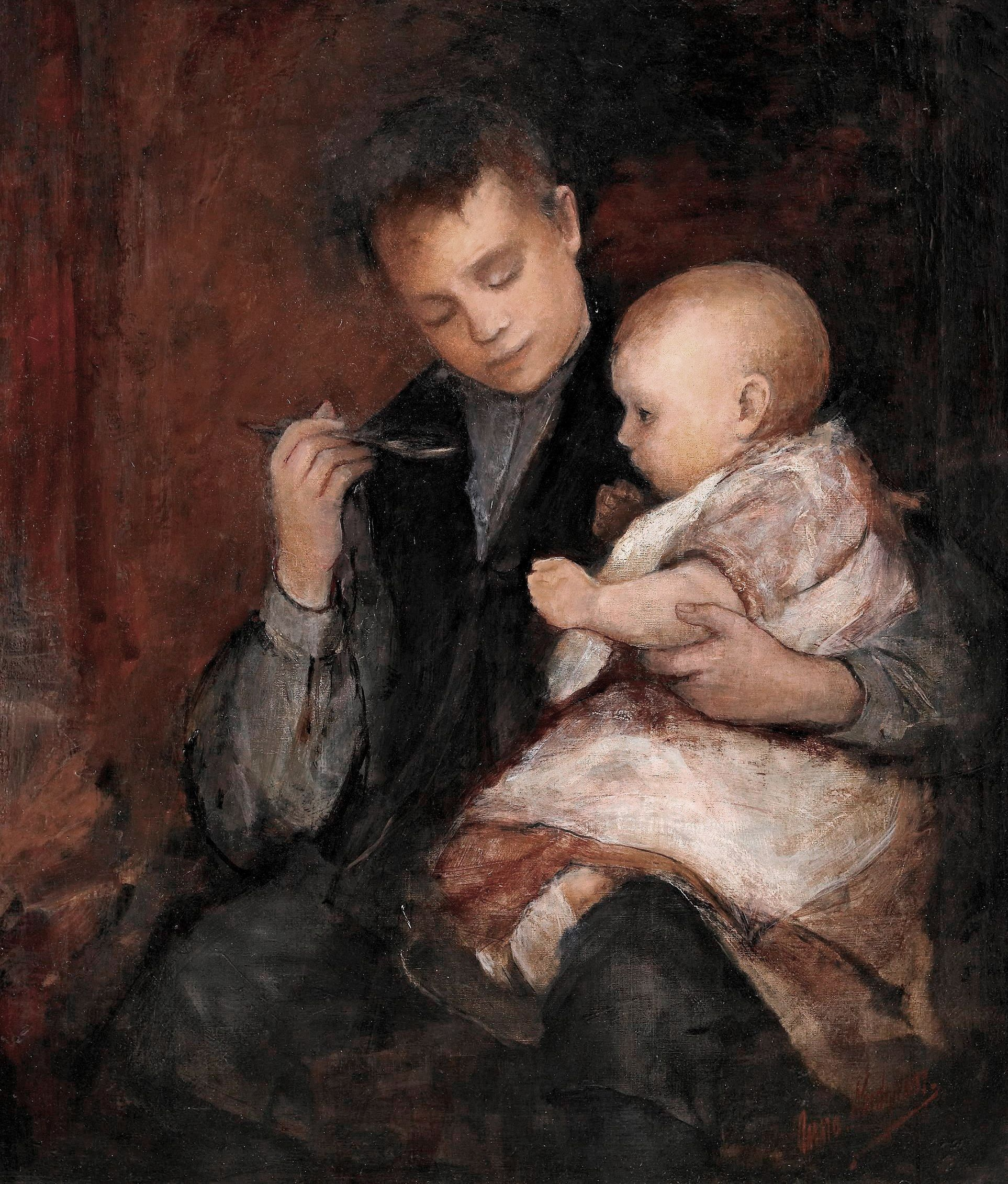
Kisgyermek etetése
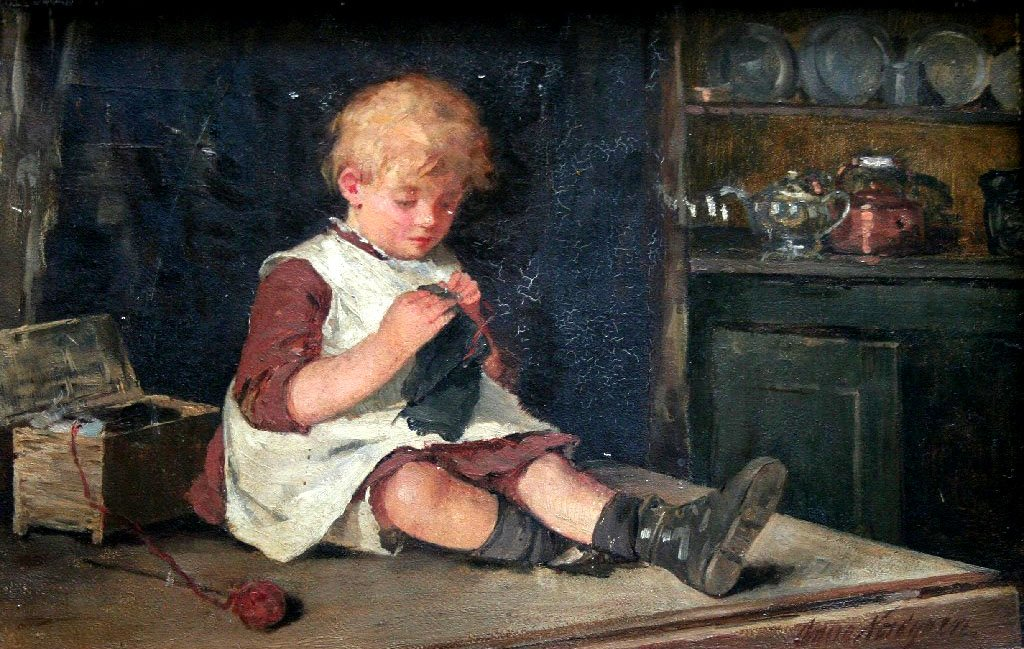